# Andreas Quentin
Andreas Quentin (* 18. Mai 1961) ist ein deutscher Jurist und Vorsitzender Richter am Bundesgerichtshof.

## Leben
Andreas Quentin wurde in Niedersachsen geboren. Er beendete 1989 seine juristische Ausbildung mit der Ablegung des zweiten juristischen Staatsexamens. Hiernach war er bis 1992 als wissenschaftlicher Assistent am Institut für Strafrecht, Strafprozessrecht und Rechtsphilosophie an der Friedrich-Alexander-Universität Erlangen-Nürnberg tätig.
Am 1. September 1992 trat er in den höheren Justizdienst des Freistaates Bayern ein und war dort zunächst als Staatsanwalt am Landgericht Nürnberg-Fürth tätig. Am 16. Dezember 1998 wurde er dann zum Richter am Landgericht ernannt und gehörte zunächst der 6. Zivilkammer des Landgerichtes Nürnberg-Fürth an, die sich erstinstanzlich mit Fällen aus dem allgemeinen Zivil- und dem zivilen Baurecht befasste. Zu Beginn des Jahres 2001 wechselte er als Beisitzer in die 5. Strafkammer und die 15. Zivilkammer des Landgerichtes. Die 5. Strafkammer war Schwurgerichtskammer und außerdem zuständig für Beschwerden in Fällen aus dem Verkehrsstrafrecht. Die 15. Zivilkammer befasste sich mit Rechtsmitteln gegen Entscheidungen von Amtsgerichten. 2003 war Quentin daneben zeitweise auch stellvertretender Vorsitzender der 15. Hilfsstrafkammer.
Ab dem 1. November 2005 wurde er an das Oberlandesgericht Nürnberg abgeordnet. Dort war er Beisitzer in dem 1. Zivilsenat. Der Senat befasste sich in seiner Zeit im Senat mit Berufungen und Beschwerden aus dem allgemeinen Zivilrecht, sowie mit Streitigkeiten aus dem Leasingrecht, Rechtsstreiten auf dem Gebiet des Baurechts und kartellrechtlichen Fragen. Am 1. September 2006 erfolgte die Ernennung zum Richter am Oberlandesgericht. Neben dieser richterlichen Tätigkeit war Quentin bis zum 30. April 2009 auch Leiter der Pressestelle des Oberlandesgerichtes. Ab dem 1. Mai 2009 war er neben seiner fortdauernden Tätigkeit im 1. Zivilsenat auch im 1. Strafsenat Beisitzer und gehörte dem Senat für Steuerberater- und Steuerbevollmächtigtensachen an. Der Strafsenat war zuständig für Revisionen, Haftprüfungen und Beschwerden in Strafsachen, Strafvollzugs- und Strafvollstreckungssachen sowie für Auslieferung, Überstellung und sonstige Rechtsbehelfe nach dem Gesetz über die internationale Rechtshilfe in Strafsachen (IRG) und internationalen Abkommen. Seit Beginn des Jahres 2011 war er Beisitzer im 1. Strafsenat und im 15. Zivilsenat. Der 15. Zivilsenat befasste sich mit Beschwerden gegen Entscheidungen nach dem Therapieunterbringungsgesetz (ThUG) und mit Beschwerden gegen Entscheidungen der Amtsgerichte in Nachlass- und Teilungssachen.
Im Mai 2011 wurde Andreas Quentin zum Richter am Bundesgerichtshof ernannt und dort dem für Revisionen in Strafsachen für die Bezirke der Oberlandesgerichte Hamm, Naumburg und Zweibrücken und für Revisionen in Verkehrsstrafsachen zuständigen 4. Strafsenat des Bundesgerichtshofes zugewiesen. Am 4. Juli 2022 wurde er zum Vorsitzenden Richter am Bundesgerichtshof ernannt. Das Präsidium des Bundesgerichtshofs hat ihm den Vorsitz im 4. Strafsenat übertragen.